# أوريزونا
أوريزونا بلدية في ولاية بارانا في المنطقة الجنوبية من البرازيل.